# Buen Retiro-paleis

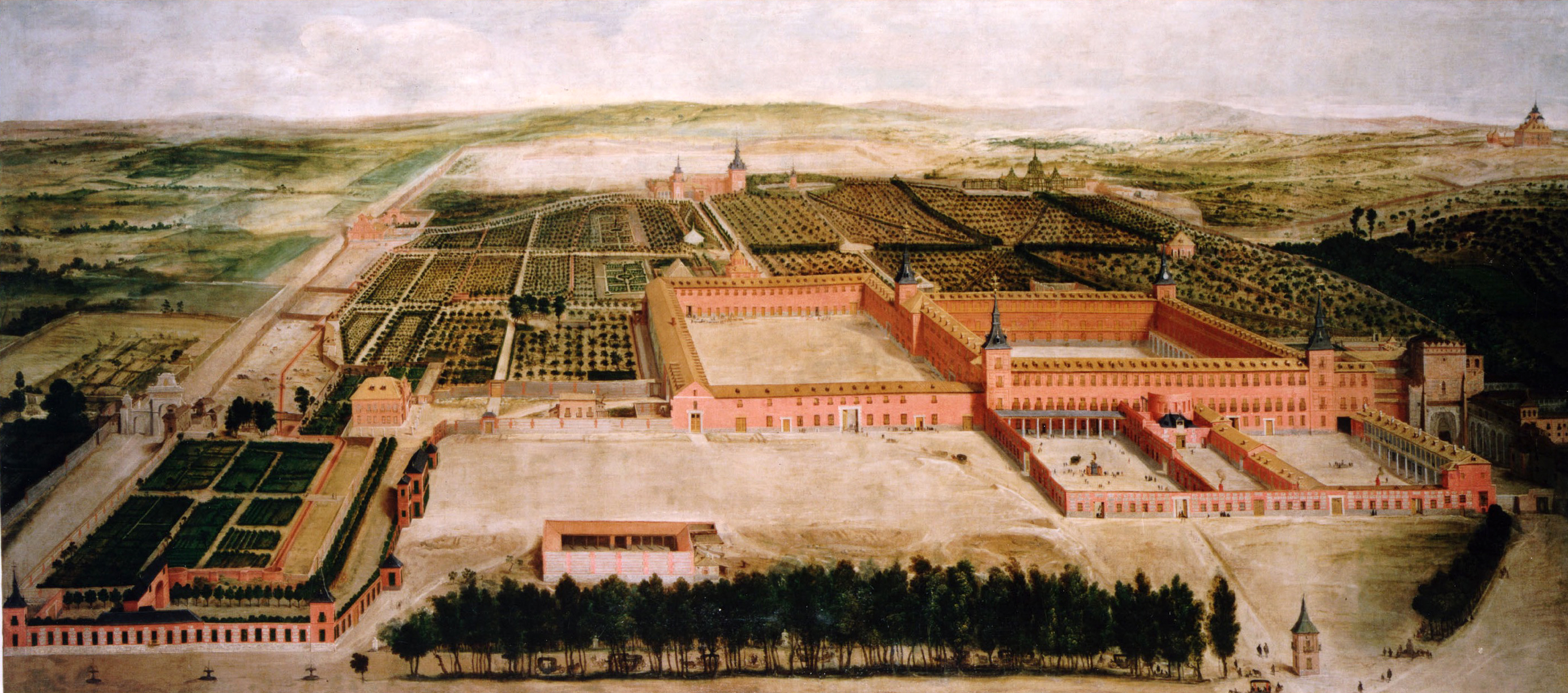
Het paleis op een schilderij uit 1637 toegeschreven aan Jusepe Leonardo

Het Buen Retiro-paleis (Spaans: Palacio del Buen Retiro) was een residentie van de Spaanse vorsten in Madrid, ontworpen door de architect Alonso Carbonell (ca. 1590-1660) in opdracht van koning Filips IV. De naam, die 'goede afzondering' betekent, liet verstaan dat het ging om een secundaire verblijfplaats voorzien op vertier. Het complex lag aan de toenmalige oostrand van Madrid en is na afbraak in de 19e eeuw omgevormd tot het Retiro-park.

## Geschiedenis
Filips IV verbleef af en toe in een appartement bij het klooster van San Jerónimo el Real en wandelde op die gelegenheden graag in de aanpalende boerderij, eigendom van zijn regeringsleider, de graaf-hertog van Olivares. Olivares wilde de vorst een plezier doen en begon in 1630 het bestaande appartement uit te breiden met een reeks kantoren en paviljoens. Zonder dat dit van bij het begin was gepland, groeide het geheel uit tot het Buen Retiro-paleis. Toen de bouw in 1640 was voltooid, bestond het complex uit meer dan twintig gebouwen en twee grote binnenplaatsen. Rondom lagen uitgestrekte tuinen en vijvers.
Aanvankelijk bracht Filips IV slechts enkele dagen per jaar in het nieuwe paleis door, meestal in de zomer. Het Koninklijk Alcazar van Madrid bleef zijn hoofdverblijf. Voor Buen Retiro werden kostbare schilderijen gekocht in Rome en Napels, waaronder werk van Claude Lorrain, Nicolas Poussin, Gaspard Dughet, Massimo Stanzione en Giovanni Lanfranco. In de Salón de Reinos (Zaal van de Koninkrijken) kwam een reeks schilderijen over Spaanse militaire triomfen, waaronder Diego Velázquez' beroemde Overgave van Breda. Andere werken waren gemaakt door Francisco Zurbarán, Antonio de Pereda, Juan Bautista Maíno en Vicente Carducho.
Na de brand van het Koninklijk Alcazar van Madrid in december 1734 werd het Buen Retiro-paleis de belangrijkste koninklijke residentie, tot het nieuwe Koninklijk Paleis van Madrid in 1764 in gebruik werd genomen. Vanwege het haastige ontwerp en bouwproces was het paleis van lage kwaliteit. Niet bevorderlijk voor de toestand was de Onafhankelijkheidsoorlog van 1808, tijdens dewelke Franse troepen het complex als kazerne gebruikten. In de tuinen werd een bunker gebouwd als kruitmagazijn. Koningin Isabella II gaf nog opdracht tot restauratie, maar uiteindelijk werd besloten dat er niets anders op zat dan een bijna volledige sloop.

## Overblijfselen
Het Retiro-park is het voornaamste overblijfsel van het vroegere paleis, hoewel de tuinen slechts de helft van de oorspronkelijke omvang hebben en ze niet lijken op het oorspronkelijke ontwerp. Er zijn ook twee gebouwen overgebleven, die deel zijn geworden van het Prado:
- De Salón de Reinos (Zaal van de Koninkrijken): oorspronkelijk de koninklijke ontvangstkamer met troon, later het legermuseum of Museo del Ejército (tot de verhuizing in 2010 naar het Alcázar de Toledo).
- De Salón de Baile (Balzaal), nu bekend als de Casón del Buen Retiro, waar het studiecentrum van het Prado is ondergebracht. Het plafondfresco van Luca Giordano, geschilderd rond 1696-1697 voor koning Karel II, stelt De apotheose van de Spaanse monarchie voor.

- Virtual International Authority File: 246610644